# Liste der Staatsfrüchte der Bundesstaaten der Vereinigten Staaten
Dies ist eine Liste der offiziellen Früchte der Bundesstaaten der Vereinigten Staaten. Diese Früchte gelten als bundesstaatliche Wahrzeichen in den jeweiligen Bundesstaaten der Vereinigten Staaten:
| Bundesstaat    | Frucht                                        | Datum            | Abbildung      |
| -------------- | --------------------------------------------- | ---------------- | -------------- |
| Alabama        | Brombeeren (Rubus occidentalis)               | 2004             | Brombeeren     |
| Alabama        | Pfirsich                                      | 2006             |                |
| Arkansas       | South Arkansas Vine Ripe Pink Tomato          | 1987             |                |
| Arkansas       | Weintraube                                    | 2009             |                |
| Delaware       | Erdbeeren                                     | 2010             |                |
| Florida        | Orange                                        | 2005             |                |
| Georgia        | Pfirsich                                      | 1995             |                |
| Idaho          | Huckleberry                                   | 2000             |                |
| Illinois       | GoldRush                                      | 2007             | Apfel Goldrush |
| Kentucky       | Brombeeren                                    | 2004             |                |
| Louisiana      | Erdbeeren                                     | 1980             |                |
| Maine          | Vaccinium angustifolium                       | 1991             |                |
| Massachusetts  | Cranberry                                     | Juli 1994        |                |
| Minnesota      | Honeycrisp apple                              | 2006             |                |
| Missouri       | Norton Cynthiana Traube                       | 11. Juli 2003    |                |
| New Hampshire  | Kürbis                                        | 2006             |                |
| New Jersey     | Amerikanische Heidelbeere                     | 12. Januar 2004  |                |
| New York       | Apfel                                         | 1976             |                |
| North Carolina | Amerikanische Heidelbeere                     | 2001             |                |
| North Carolina | Erdbeere                                      | 2001             |                |
| North Carolina | Scuppernong                                   | 2001             |                |
| North Dakota   | Virginische Traubenkirsche                    | 2007             |                |
| Ohio           | Tomate                                        | 2009             |                |
| Ohio           | Dreilappige Papau                             | 2009             |                |
| Oklahoma       | Erdbeeren                                     | 2005             |                |
| Oregon         | Birne                                         | 2005             |                |
| Rhode Island   | Rhode Island Greening Apple (Malus domestica) | 20. Juni 1991    |                |
| South Carolina | Pfirsich                                      | 1984             |                |
| Tennessee      | Tomate                                        | 2003             |                |
| Texas          | Texas Red Grapefruit                          | 1993             |                |
| Utah           | Kirsche                                       | 1997             |                |
| Vermont        | Apfel                                         | 1999             |                |
| Washington     | Apfel                                         | 1989             |                |
| West Virginia  | Golden Delicious Apfel                        | 20. Februar 1995 |                |
| Wisconsin      | Cranberry                                     | 2004             |                |